# Parc naturel Adamello Brenta
Le parc naturel Adamello Brenta (Parco naturale Adamello Brenta en italien et Naturpark Adamello-Brenta en allemand) est une réserve naturelle située au centre de l'arc alpin au sud des Alpes rhétiques. Créé en 1967, il fait partie de la province du Trentin en Italie. Avec le parc national suisse, le parc national du Stelvio et le parc régional de l'Adamello, il constitue la plus grande zone protégée des Alpes couvrant environ 400 000 hectares. Il a rejoint le réseau mondial des Géoparcs (GGN) UNESCO quand sa désignation a été ratifiée en 2015,.

## Géographie
Le parc naturel Adamello Brenta comprend la plus grande partie du massif de l'Adamello-Presanella ainsi que le massif de Brenta qui entourent le Val Rendena à l'ouest, à l'est et au nord. On y trouve un certain nombre de vallées alpines : val di Fumo, val Greguzzo, val Bortago, val Genova, val Brenta, val Ambiez, val delle Seghe, val di Tovel, val Meledrio, etc.

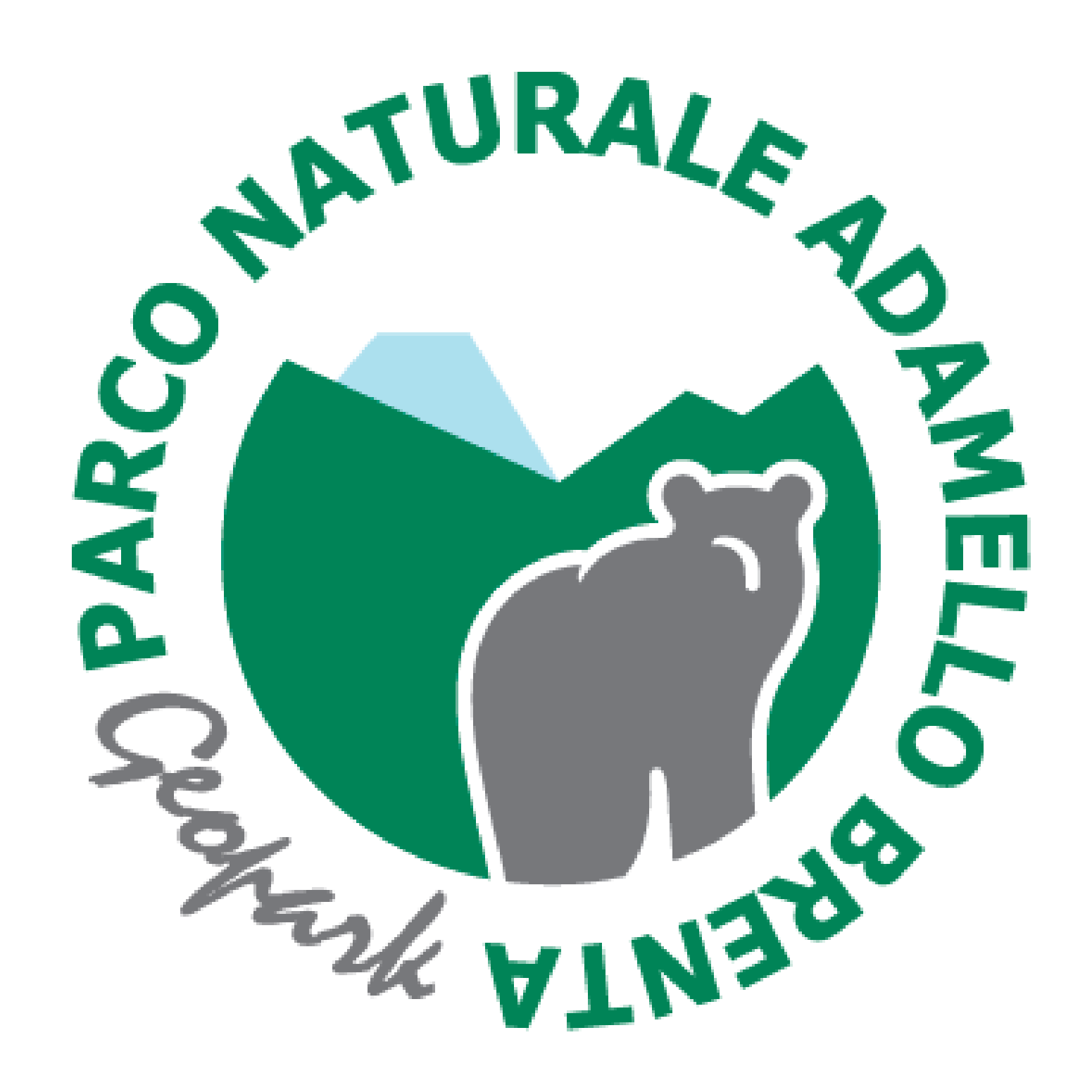
Logo du Parc naturel Adamello Brenta.

Plus généralement, il s'étend en partie sur le val di Sole, le val Giudicarie, le val Rendena et le val di Non. Dans le val di Sole, le parc est attenant aux communes de Dimaro Folgarida et de Commezzadura. Sa superficie est de 62 051 hectares et il couvre 620 km2.
Le territoire du parc inclut 41 glaciers dont le glacier Adamello (le deuxième plus grand d'Italie), 48 lacs, douze refuges, huit centres du visiteur et plus de 1 000 km de chemins de randonnée. Des centres d'accueil du parc sont situés au lac de Tóvel, à Daone (dédié à la faune) et à Spormaggiore (dédié à l'ours). Le point le plus élevé du parc est la cima Presanella à 3 558 m et le point le plus bas à 447 m.

## Géologie
Le parc Adamello Brenta a été reconnu comme géoparc en raison de la coexistence de deux mondes rocheux : les Dolomites du massif de Brenta, avec des roches sédimentaires calcaires qui témoignent de la présence d'anciennes mers, et les roches magmatiques intrusives cristallines du massif de l'Adamello-Presanella, dont l'aspect ressemble fort au granite.

## Faune et flore
Le parc héberge environ 1 300 espèces de plantes et de fleurs ainsi que de nombreux animaux dont l'ours brun. Dans les années 1990, c'est dans le massif de Brenta que l'on trouvait les derniers ours bruns dans les Alpes italiennes. La population est passée de la quasi extinction (deux ou trois individus) à la population actuelle de plus de 90 individus grâce au projet de réintroduction Life Ursus lancé en 1996 et financé par l'Union européenne faisant de l'ours le symbole du parc. La faune du parc comprend notamment 8 000 chamois, 3 500 chevreuils et 1 300 cerfs ainsi que des bouquetins, loups, mouflons, marmottes et 113 espèces d'oiseau dont 28 aigles royaux,,,.

## Sites remarquables
- Lac de Molveno
- Lac Ritorto
- Cascades de Sarca de Valsinella
- Lac de Nambino
- Lac de Tovel
- Cascades de Nardis
- Lac San Giuliano
- Lac des Malghette
- Cascade de Pison
- Ermitage de San Martino
- Lac de Montagnoli
- Cascades Lobbia

## Galerie

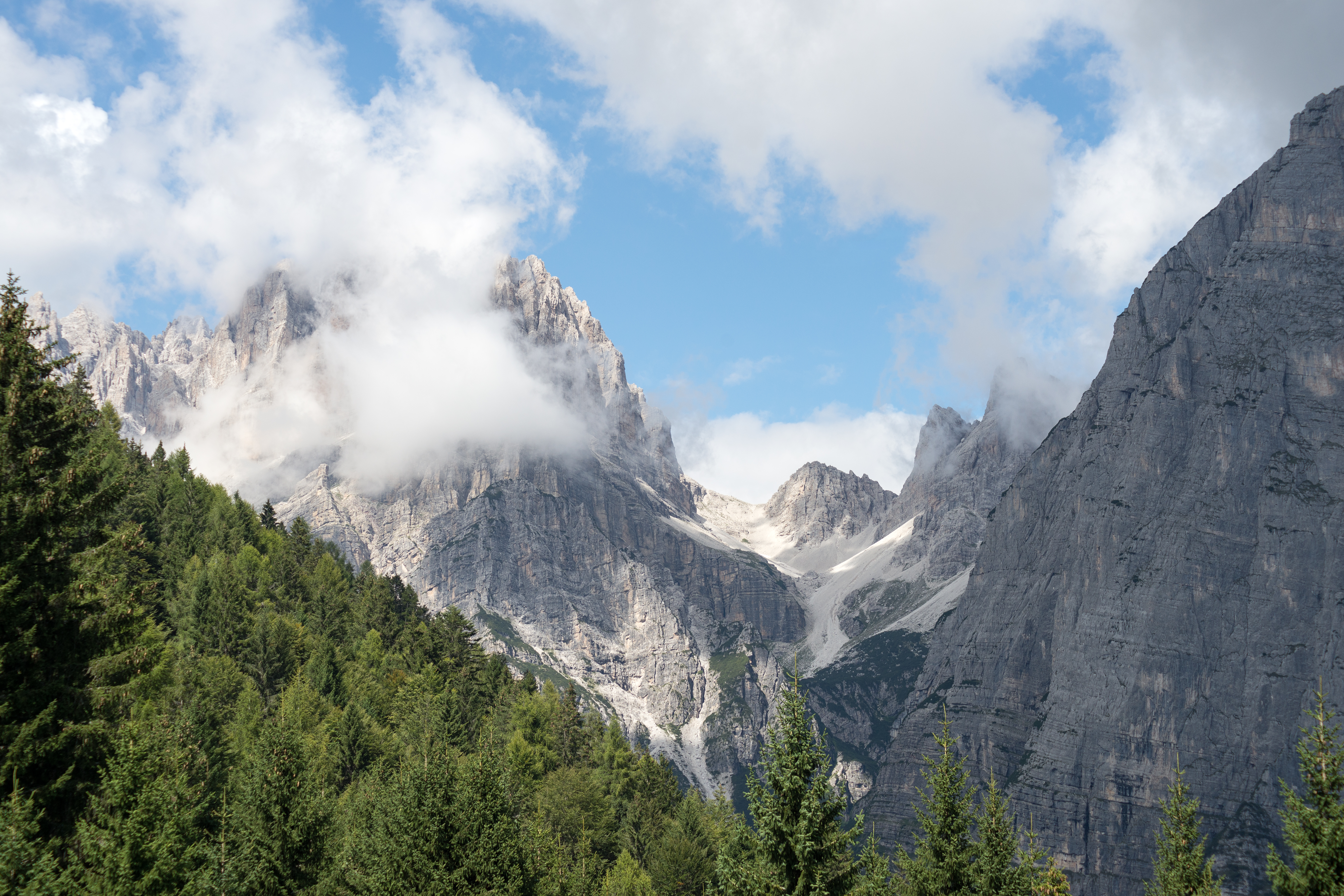
Croz dell'Altissimo.
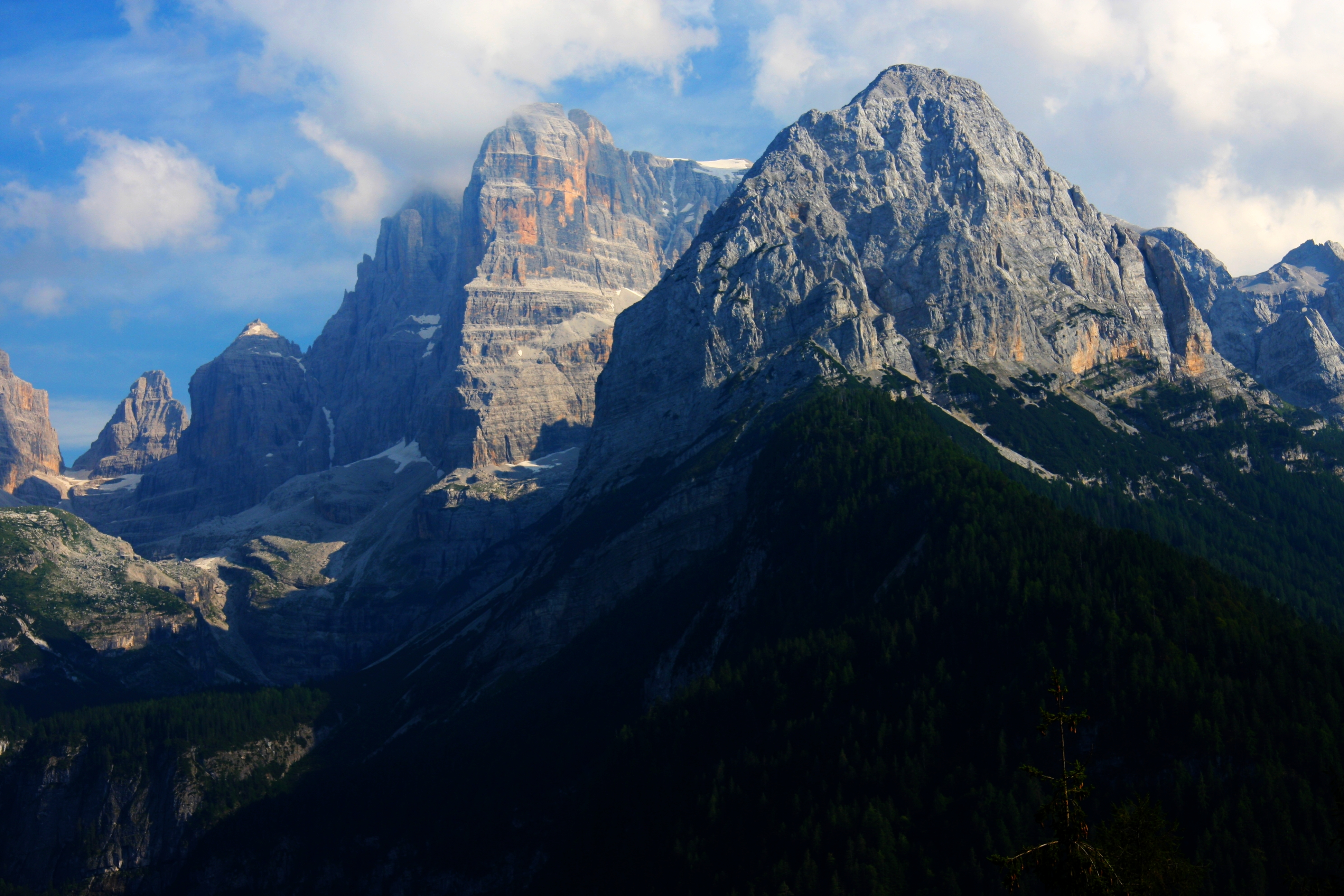
Crozzon di Brenta.
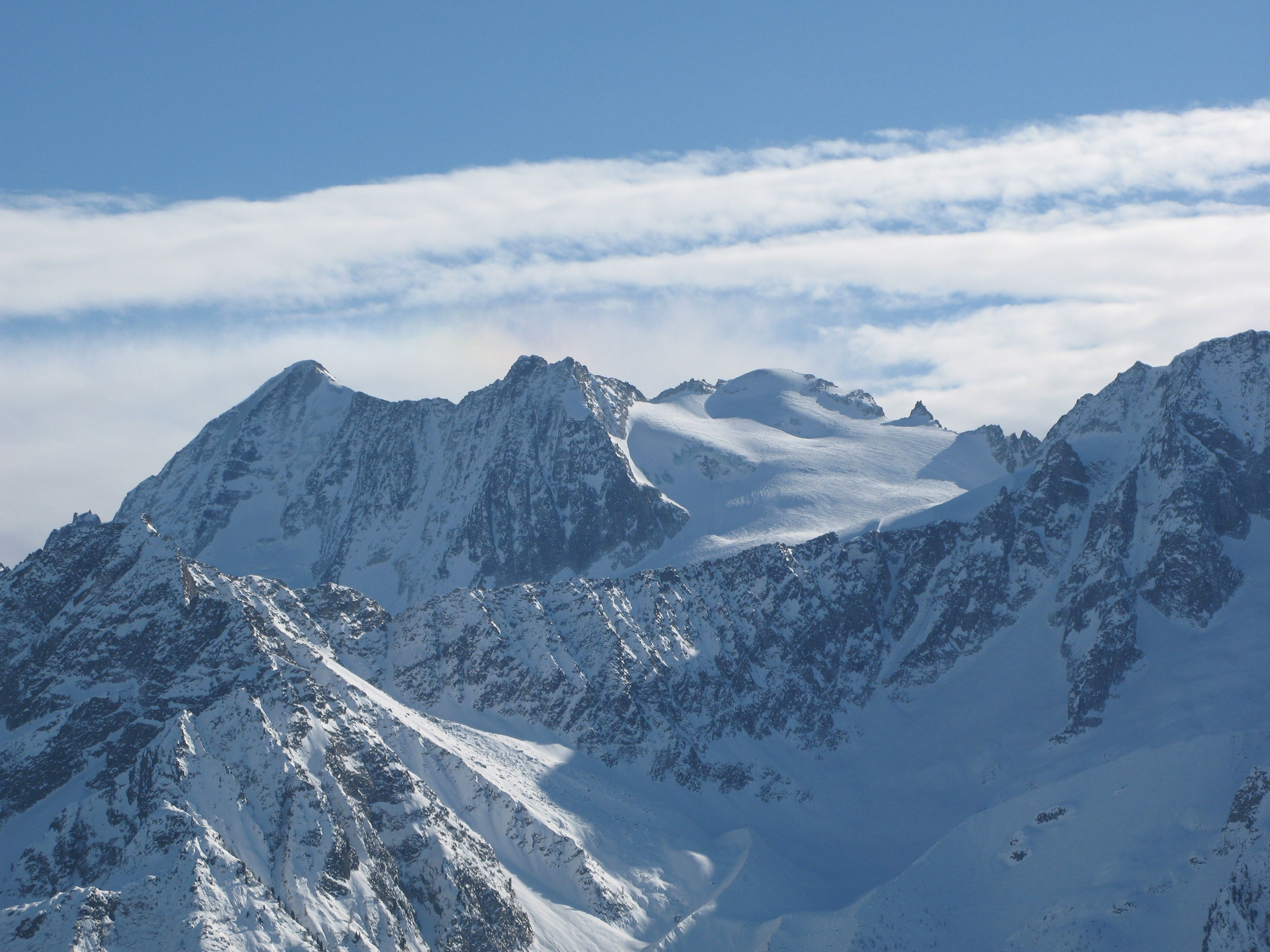
Cima Presanella.
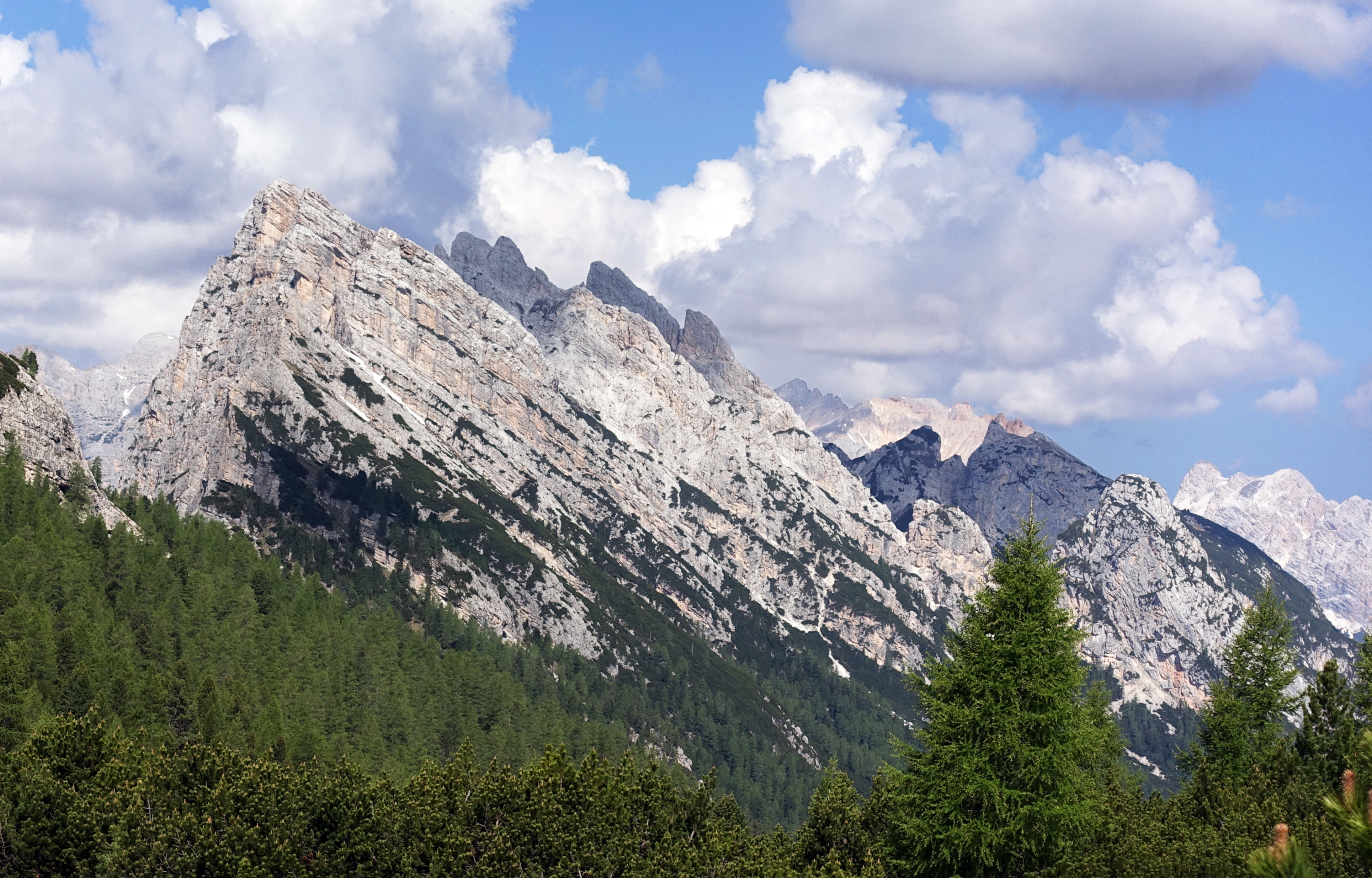
Crête du Pomagagnon.
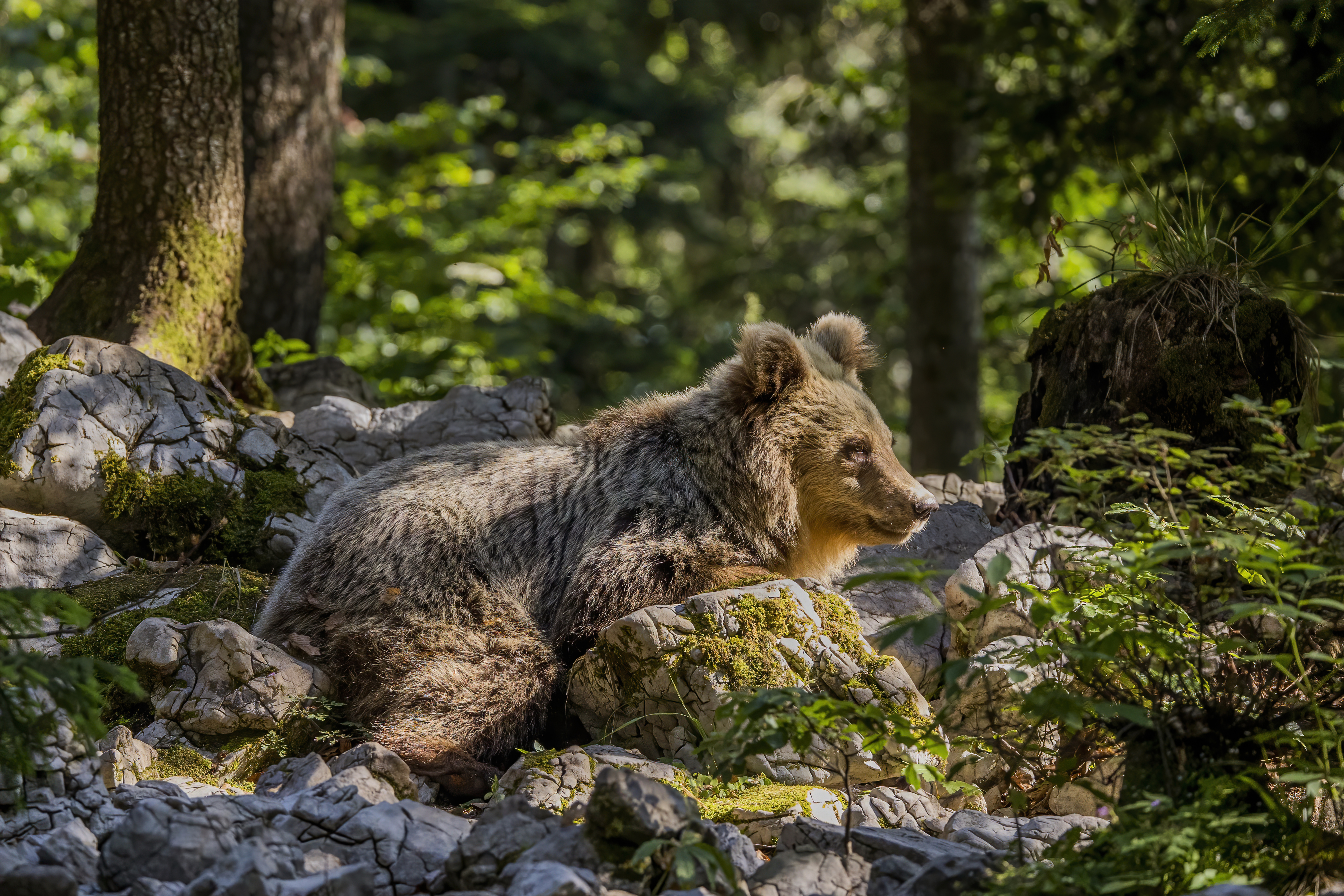
Ours brun.
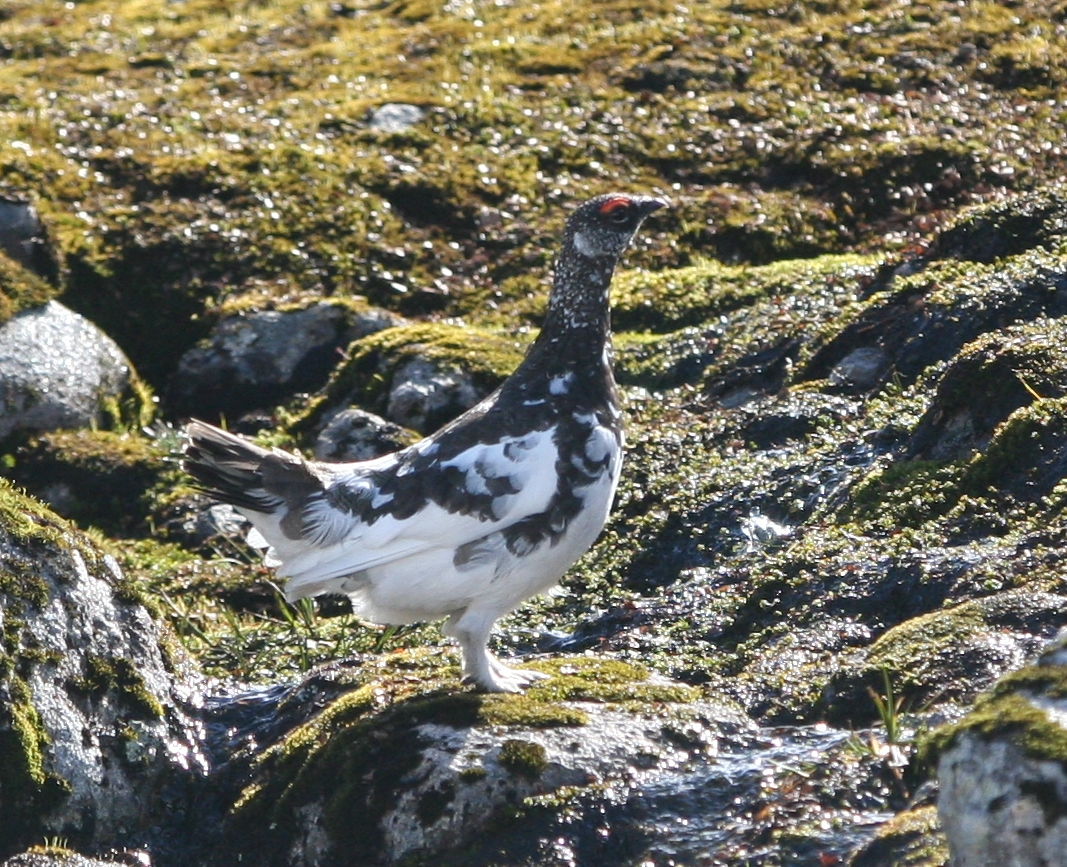
Lagopède alpin.
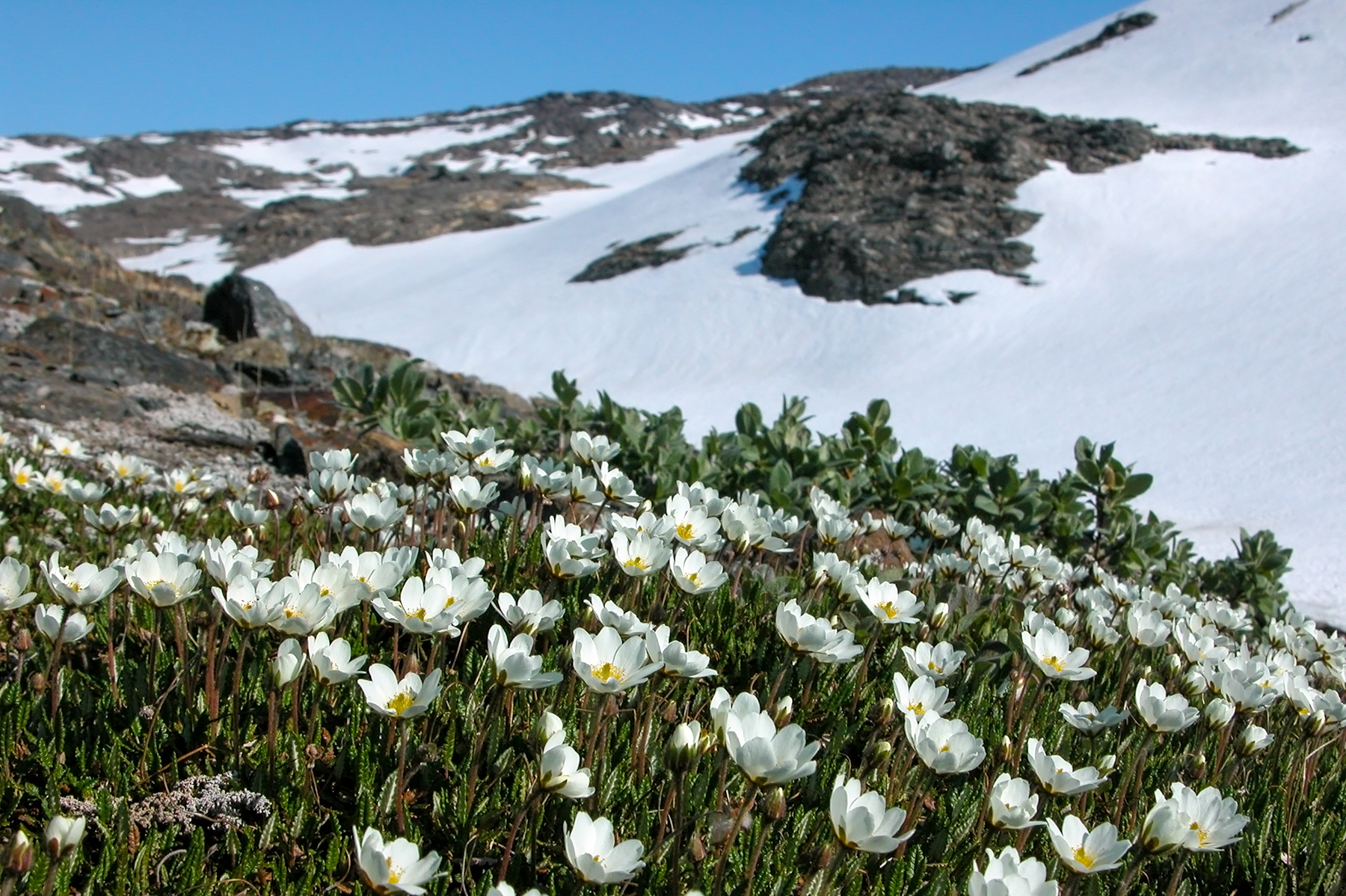
Dryade à huit pétales.